# 穆迪 (阿拉巴马州)
穆迪（英文：Moody），是美国阿拉巴马州下属的一座城市。面积约为24.4平方英里（约合63.19平方公里）。根据2010年美国人口普查，该市有人口11,726人，人口密度为480.61/平方英里（约合185.57/平方公里）。